# Fábio Rochemback
Fábio Rochemback (Soledade, Brasil, 10 de diciembre de 1981) es un exfutbolista brasileño que juega de centrocampista.

## Biografía
Rochemback empezó su carrera futbolística en las categorías inferiores de un equipo de su país natal, el Internacional. En 1998 pasa a formar parte de la primera plantilla del club.
En 2001 se marcha a España para jugar con el FC Barcelona. Debuta en la Primera División de España el 26 de agosto de 2001 en el partido Sevilla FC 1-2 Barcelona.
Dos años más tarde ficha por el Sporting de Lisboa. En su primera temporada fue elegido mejor jugador de la Primera División de Portugal. En la siguiente llega a la final de la Copa de la UEFA. Rochemback no pudo llevarse este título, ya que el Sporting perdió por un gol a tres contra el CSKA de Moscú.
Al año siguiente se marcha a jugar a la Premier League con el Middlesbrough FC. Debutó en liga contra el Arsenal, en un partido que ganó su equipo por dos goles a uno. Con este equipo vuelve a alcanzar la final de la Copa de la UEFA en la temporada 2005-06, aunque finalmente el trofeo fue a parar al Sevilla FC, que se impuso en aquella final por cuatro goles a cero.
En 2008 regresa al Sporting de Lisboa. Nada más llegar su equipo conquista la Supercopa de Portugal.
Desde el 1 de febrero de 2012 milita en el conjunto de la Superliga china Dalian Aerbin.

## Selección nacional
Ha sido internacional con la Selección de fútbol de Brasil en 7 ocasiones. Su debut como internacional se produjo el 31 de mayo de 2001 en un partido contra Camerún.
En el 2001 participó en el Sudamericano Sub-20 en Ecuador, marcando 4 goles

## Clubes
| Club                | País       | Año       |
| ------------------- | ---------- | --------- |
| S. C. Internacional | Brasil     | 1998-2001 |
| F. C. Barcelona     | España     | 2001-2003 |
| Sporting Lisboa     | Portugal   | 2003-2005 |
| Middlesbrough F. C. | Inglaterra | 2005-2008 |
| Sporting Lisboa     | Portugal   | 2008-2009 |
| Grêmio              | Brasil     | 2009-2012 |
| Dalian Aerbin F.C.  | China      | 2012-2013 |

## Títulos
- Mejor jugador de la Primera División de Portugal (2003)
- 1 Supercopa de Portugal (Sporting de Lisboa, 2008)